# Мой безумный дневник
«Мой безумный дневник» (англ. My Mad Fat Diary) — британский трагикомический телесериал.
Сериал основан на сюжете книги «My Fat, Mad Teenage Diary» авторства Рэй Эрл. Премьера сериала состоялась 14 января 2013 года на канале E4. Второй сезон стартовал 17 февраля 2014 года и завершился 31 марта 2014 года. Последний третий сезон сериала, состоящий из трех эпизодов, транслировался с 22 июня по 6 июля 2015 года.

## Сюжет
Действие сериала происходит в 1996 году в британском городке Стэмфорде, Линкольншир. Главная героиня сериала — 16-летняя девушка Рэй Эрл, страдающая от излишнего веса и к тому же только выписавшаяся из психиатрической клиники. История начинается с того, что её близкая подруга Хлоя, не знающая о психических проблемах Рэй, пытается помочь ей, познакомив со своими друзьями: Арчи, Финном, Иззи и Чоппом — «самыми крутыми людьми Линкольншира».

## Актёры и персонажи

### Основной состав
Рэй Эрл  (Шэрон Руни) — полная 16-летняя девушка, проведшая четыре месяца в психиатрической клинике, куда попала из-за острого приступа аутоагрессии. Она пытается бороться со своими психическими проблемами и неприятием внешности, соответствовать своим новым друзьям. Любит качественную музыку. Во втором сезоне начинает встречаться с Финном Нельсоном.
Линда Эрл-Буштат (Клэр Рашбрук) — мать Рэй, увлекающаяся диетами и старающаяся быть строгой. Выходит замуж за тунисца по имени Карим, из-за чего имеет небольшую конфронтацию с дочерью. В конце первого сезона выходит замуж за Карима, во втором сезоне рожает от него дочь.
Доктор Кестер (Иэн Харт) — личный психотерапевт Рэй, помогающий ей решать проблемы и постепенно завоевывающий её доверие, несмотря на некоторые конфликты. Имеет семейные проблемы, о чем случайно узнаёт Рэй.
Финн Нельсон (Нико Мираллегро) — один из новых друзей Рэй, немного угрюмый и молчаливый. Точно так же, как и Рэй, любит качественную музыку. Между ними возникают романтические чувства, развивающиеся во втором сезоне.
Хлоя Гиммель (Джоди Комер) — подруга детства Рэй. Привлекательная, общительная и популярная девушка, тем не менее имеющая множество психологических проблем. Встречалась с учителем физкультуры и была беременна от него, впоследствии сделала аборт, об этом знала только Рэй.
Арчи (Дэн Коэн) — друг Рэй, гомосексуал, скрывающий свою ориентацию из-за боязни общественного осуждения. Целовался с Рэй, до того как она узнала о его сексуальной ориентации. Встречался с одной из популярных девушек колледжа. В третьем сезоне имел романтические отношения с работником музыкального магазина "Town Records", где работала Рэй.
Иззи (Сиара Баксендейл) — подруга Рэй, рыжеволосая, улыбчивая девушка. В конце первого сезона начинает встречаться с Чоппом. В конце третьего сезона делает такую же татуировку на руке, как и у Чоппа.
Арнольд «Чопп» Питерс (Джордан Мэрфи) — друг Рэй, страстный фанат «Oasis». Влюблён в Иззи, и при посильной помощи Рэй начинает с ней отношения в конце первого сезона. Узнав об ориентации Арчи, некоторое время был с ним в ссоре, однако, не без помощи Рэй, они помирились.
Дэнни «Две Шляпы» (Даррен Эванс) — один из пациентов психбольницы, симпатизирует Тикс. Впоследствии, стал частью тусовки Рэй и её друзей.
Тикс (Софи Райт) — одна из пациенток психбольницы, подруга и советчица Рэй. Страдает от нервной анорексии и хочет быть похожей на Рэй. Впадает в кому от истощения после того, как Рэй забывает о ней и не приходит на встречу. Умирает после событий, описанных в первом сезоне.
Лиэм Оуэн (Турлоу Конвери) — однокурсник Рэй, одиночка и бунтарь. Имел недолгие романтические отношения с Рэй.
Кэти Спринтер (Фэй Марси) (сезон 3) — бывшая студентка колледжа,где учатся Рэй, Хлоя, Иззи и Финн. Возвращается в Стэмфорд, чтобы рассказать старшеклассникам о своей учёбе в университете Бристоля, куда собирается поступать Рэй. Имела конфликт с Рэй из-за Финна.

## Реакция

### Критика
Первый сезон «Моего безумного дневника» был по-разному оценен многими критиками. Так, Сэм Уолластон из The Guardian заявил, что это «милая драма — честная и болезненная, но при этом очень смешная». Также он назвал игру исполнительницы главной роли Шэрон Руни «естественной, непринуждённой и весьма правдоподобной». The Stage назвала сериал «трагикомедией, одинаково удовлетворяющей обоим жанрам; My Mad Fat Diary предлагает уникальную и бескомпромиссную панораму подростковых страхов, которые поочерёдно бывают то страданием, то наслаждением. Визуальные уловки вроде флэшбэков, фантазий и анимированных завитушек поверх кадра используются не так часто, но эффективно, помогая фокусировать внимание на Рэй и играющей её Руни». The Art Desk высказался о том, что «первый эпизод этой семисерийной комедии трогательный, оживлённый и совершенно потрясающий». Клэр Уэбб на Radio Times выразила мнение, что сюжет «как весёлый, так и стремительный, хотя уловки и поддразнивания могут понравиться далеко не всем». Американская радиостанция WBEZ в Чикаго, штат Иллинойс, назвала сериал «лучшим шоу, какое вы только могли бы видеть».

### Награды
Исполнительница роли Линды Эрл-Буштат, актриса Клэр Рашбрук была номинирована на премию BAFTA за «Лучшую женскую роль второго плана».